# Macromitrium subleptocarpum
Macromitrium subleptocarpum är en bladmossart som beskrevs av Hugh Neville Dixon och Potier de la Varde 1930. Macromitrium subleptocarpum ingår i släktet Macromitrium och familjen Orthotrichaceae. Inga underarter finns listade i Catalogue of Life.